# 한국BI데이터마이닝학회
한국BI데이터마이닝학회(舊, 한국데이터 마이닝학회)는 데이터 마이닝에 관한 기술을 발전시키고 보급하며 응용하는 등 대한민국 내 정보기술 진흥에 기여할 목적으로, 2001년 4월 24일 설립된 대한민국 정보통신부 소관의 사단법인이다.

## 설립 목적
빅 데이터라는 다양하고, 새롭고, 용량 또한 큰 데이터가 출현하고 있는 상황 속에서 여러 데이터 과학자(data scientist) 및 데이터 마이너(data miner)들이 시대적 도전에 대해 창의적이고, 적극적으로 대응하기 위해 설립되었다.
기업 내외에 축적되는 방대한 양의 데이터를 분석, 과학적 의사결정에 필요한 고부가가치 정보를 추출, 전략적으로 활용할 수 있는 능력은 오늘날의 기업(Real Time Enterprise)에게 요구되는 조건에 충족하여 데이터 마이닝이 제공하는 연구특화로서 기업과 조직에 실질적인 도움과 기여를 목적으로 하고 있다.

## 역사
1998년 데이터 마이닝 연구회로 시작하여 2000년 4월 24일 사단법인 설립허가 정보통신부 산하 학술단체 출범, 통계학, 산업공학, 컴퓨터공학, 경영정보학 분야의 교수 및 연구원, IT서비스 및 컨설팅 업체, 그리고 금융, 유통, 통신, 제조, 서비스 기업의 임직원들을 회원으로 하는 산학협력의 학회로 발전되었다. 최근 들어 생명공학, 사회학, 미디어 분야 연구자들이 참여하여 학술, 연구 영역이 넓어지고 있다.

## 문제점
IT 관련 협회, 특히 빅데이터 시대의 도래로 인해 각종 협회가 난립하고 있다. CRM, ERP, BI를 중심으로 컨설팅 회사들이 생겨나면서 구성된 협회가 홍수를 이루고 있다. 정보기술(IT) 기업 관련 협회가 2000년대를 들어서면서 급증, 최근 3~4년간 우후죽순처럼 설립돼 이들의통ㆍ폐합이나 구조조정이 절실한 것으로 지적되고 있다.
관련 업계에 따르면 1995년 한국벤처기업협회(KOVA)가 설립된후 정보통신중소기업협회(PICCA), 컨텐츠사업연합회, 무선인터넷협회 등이 잇달아 발족함에 따라 상당수 IT 관련 기업들이 이들 협회에 중복 가입했다.
2000년 당시, 벤처기업협회의 경우 1,300여개 기업을 회원사로 거느리고 있었다.
또한 정보통신중소기업협회는 1,500개, 컨텐츠사업연합회는 3,000개, 무선인터넷협회는 250개의 회원사를 확보하고 있다. 이에 따라 상당수 기업들이 2~3개 협회의 회원으로 중복 가입, 회비를 납부하고 있는 실정이었다.
이들 협회는 모두 회원사들로부터 징수한 회비 수입으로 운영되고 있다. 따라서 IT 기업 관련 협회의 난립은 회원사들에 불필요한 부담을 안겨주고 있는 것으로 지적되기도 하였다.
더욱이 최근 코스닥시장의 침체 등으로 관련 기업들이 대대적인 구조조정에 나서는 상황에서 이들 협회에 대한 통ㆍ폐합이나 구조조정도 필요하다는 목소리가 높아지고 있었던 것이다.
특히 일부 협회는 회원사들의 구조조정 노력과는 달리 조직확대를 추진하고 있어 비난을 사고 있었고 정보통신중소기업협회는 현재 회원사들에 대한 효율적인 지원을 이유로 인원확충 등 조직확대를 계획하고 있었다.
이해관계로 인한 경영과 통합의 노하우, 기술력을 바탕으로 하는 인재배출에 협회간의 반목 등으로 관련 협회의 회원간의 집단적 불협화음의 도출과 협업의 제한에 따른 한계가 염려되고 있었던 것이다. 10년이 넘는 세월이 흐른 2010년대 이후에는 어떤 혁신적인 변화가 있었고 빅데이터를 맞아 어떻게 준비하고 있는가를 살펴보게 된다.
그러나 안전행정부와 한국정보화진흥원이 공공데이터포털을 운영하고 있고, 국회에서도 빅데이터 관련 법 제정이 추진되고 있다지만 막상 공무원들은 공공데이터에 대해서 모르고 공공기관들은 개방했다가 혹시 후환이 생길까 두려워 선뜻 내놓지 않고 있는 상태이다. 공공과 민간 사이의 데이터 개방과 공유를 이야기하면서도 서로 내놓지 않고 있으니 앱 개발생태계의 선순환구조가 만들어지지 않는 상황, 이것이 한국만이 갖고 있는 빅데이터 도입의 문제점이다.
이처럼 다양한 분석기법을 이야기하고 있지만, 한국에서 빅데이터 분석을 한다는 업체들 대부분이 손쉽게 접근 가능한 트위터 분석 위주인데, 트윗 분석이 얼마나 신뢰할 수 있고 정확성이 있느냐는 것이 한국의 특수한 상황이다. 미국에서는 트위터가 페이스북보다 나중에 나왔지만 페이스북에서 새로운 서비스인 트위터로 나가는 상태에서 아이폰 도입이 늦어지면서 모바일 인터넷 발전이 한때 지체된 한국에서는 트위터가 먼저 대중화하고 다시 페이스북으로 넘어가는 추세다.
개인정보보호법 발효(2011년 9월) 이전까지 기업들은 필요가 없어도 주민번호를 개인식별 자료로 사용해 회원 가입을 받았고, 빅데이터와 같은 ‘비정형 데이터’를 통해 패턴을 찾으려고 수고할 필요 없이 생년월일, 나이, 성별, 고향이 수치화해 있는 주민번호와 이름, 개인 휴대폰 번호, 주소까지 다 받아 보관하고 있었고, 실명확인 등을 통해서 끊임없이 개인식별정보를 확인·유통하고 있지만 미국이나 유럽처럼 데이터 분석 기법이나 역량이 발달할 이유가 없었다는 것이다.
더구나 벌어진 개인정보 유출사고, 2008년 2월 벌어진 옥션 개인정보 유출사고(1863만명)나 SK컴즈(2011년 7월, 3500만명), 넥슨(2011년 11월, 1320만명), KT(2012년 7월, 870만명) 등만 더해도 대한민국 전체 인구 수를 훌쩍 넘긴다. 국가가 일률적으로 번호를 매겨 국민을 관리하는 주민번호와 같은 것을 인터넷에서 개인식별 수단으로 사용하도록 한 나라는 전 세계 어디에도 없고 빅데이터에 고유한 프라이버시 문제와는 별도로 국가가 어처구니없는 정책으로 개인정보 유출을 방조해 왔고, 이 문제가 한국에서 빅데이터 활성화에 결정적인 걸림돌이 되고 있다는 것이다.
미국의 경우 공공기관은 옵트인(Opt-in), 즉 사용자 동의나 등록을 통해서만 정보를 사용할 수 있는 방식으로 까다롭게 설정하지만, 민간기관 사이에서는 옵트아웃(Opt-out), 즉 자신의 정보사용 요구를 거부하면 사용할 수 없는 방식이기 때문에 데이터의 자유로운 거래가 가능한 반면 한국의 개인정보보호법은 민간 부문에도 비교적 강한 옵트인 방식을 채택하고 있다. 개인식별번호의 음성적 거래가 만연해 있고, 그런 상황에 대한 강한 불신이 있기 때문에 역설적으로 합법적인 영역에서 빅데이터가 활성화하기 어려운 상황, 제도적 · 정책적으로 시급한 개혁이 필요한 상황이다.

## 같이 보기
- 경영정보학(BI)
- 경영 정보 시스템(MIS)
- 전략적 기업 경영(SEM)
- 전사적 자원 관리(ERP)
- 고객 관계 관리(CRM)
- 생산 관리 시스템(MES)